# Apodo

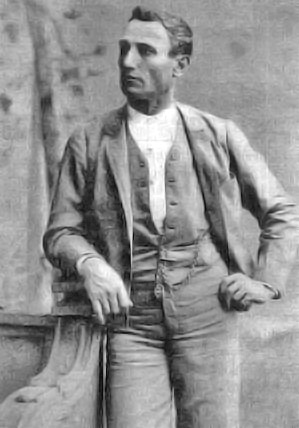
Rafael Molina Sánchez, dit Lagartijo (le petit lézard).

Cet article possède des paronymes, voir Apodi, Apodie et Apodus, Apoda, Apodum.
L'apodo, mot espagnol signifiant littéralement « surnom », est, en français, le pseudonyme que prennent nombre de matadors.

## Présentation
L’apodo fait souvent référence à la ville d’origine du matador. Ainsi, El Cordobés (« Le Cordouan »), El Chiclanero (« originaire de Chiclana »).
Parfois, l’apodo fait référence, non à la ville, mais au quartier d’origine. Ainsi le quartier sévillan de Triana fournit-il leur apodo à El Trianero (« habitant de Triana ») et à Gitanillo de Triana (« Petit Gitan de Triana »).
Certains sont dus à une particularité physique : El Gordito (« Un peu gros mais pas trop »), Cara Ancha (« Large face »).
D’autres sont des diminutifs du prénom : Manolete (« Petit Manuel ») ou Currito. Curro étant l'hypocoristique de Francisco (entre autres)  et Currito celui de Curro, Currito est donc « Tout Petit François ». Il y eut aussi Paquiro et Paquirri, tous deux diminutifs de Paco qui est lui-même, comme Curro, le diminutif de Francisco. Paquiro et Paquirri sont donc « Tout Petit François ». N’oublions pas les Pepe et les Josele (tous deux « Petit Joseph »), les Pepete, les Joselito et les Joselillo (« Tout Petit Joseph »).
Le métier exercé précédemment est également utilisé : El Latero (« Le Ferblantier »), El Estudiante (« L’Étudiant »).
Enfin, les animaux fournissent eux aussi leur lot d’apodos : Lagartijo (« Petit Lézard »), El Gallo (« Le Coq »).
La formation de certains apodos résulte de la combinaison de deux catégories : d'un diminutif et d'un lieu d'origine, comme Jesulín de Ubrique (« Petit Jesus d'Ubrique »), d'une caractéristique physique et d'un lieu d'origine comme Morenito de Aranda (« Petit Brun d'Aranda »), etc.
Parfois le fils, neveu ou jeune frère d’un matador connu prend le même apodo en y ajoutant Chico (« Gosse », « Garçon », « Petit ») : ainsi, on a connu Lagartijo Chico, Bombita Chico, Espartaco Chico. Les diminutifs de Chico fournissent eux-mêmes leur lot d’apodos : il y eut plusieurs Chicuelo (« Petit Gosse ») et Chiquillín (« Petit Gosse ») et même des Chicuelito et Chicuelillo (« Tout Petit Gosse ») !
Certains apodos ayant été utilisés par plusieurs matadors, les suivants se numérotent parfois afin de se distinguer de leurs prédécesseurs. Ainsi, Alain Montcouquiol ayant pris comme apodo Nimeño (« Nîmois »), son frère Christian a pris celui de Nimeño II. Cette numérotation est loin d’être aussi rigoureuse que celle des papes ou des monarques : Manolete II était non pas le deuxième, mais le troisième Manolete (le deuxième Manolete n’avait pas jugé bon de se numéroter ; quant au quatrième Manolete, le seul dont la notoriété a durablement dépassé les frontières de sa province, il ne s’était pas numéroté non plus) ; Litri II était le quatrième Litri (les deuxième et troisième ne s’étant pas numérotés) et a été suivi de deux autres Litri eux-aussi sans numéro ; il y a même eu deux Chicuelo II !